# Entrena
Entrena község spanyolországi La Rioja autonóm tartományban. Lakossága a 2007-es népszámlálás adatai alapján 1397 fő, területe pedig 21,07 km². A tengerszint feletti magassága 559 m. A tartomány közponrja, Logroño a falutól 12 km-re fekszik.

## Híres emberek
- Eduardo Barriobero y Herrán (1875 - 1939)
- Diego Fernandez, I. Blanka navarrai királynő kincstárnoka.
- Manuel Sáenz Terroba, tenor.
- Sor Isabel de los Ángeles (¿? - 1972), klarissza nővér.

## Népesség
A település lakosságának változását az alábbi diagram mutatja:
| Lakosok száma | 1155 | 1213 | 1391 | 1487 | 1523 | 1541 | 1499 | 1536 | 1632 | 1635 |
|               | 2001 | 2004 | 2007 | 2009 | 2012 | 2014 | 2017 | 2019 | 2022 | 2024 |